# Megumi Satō

Megumi Satō (佐藤めぐみ Satō Megumi?) es una actriz y talento japonesa nacida el 17 de noviembre de 1984 en Tokio. Está afiliada a la agencia de talentos, Stardust Promotion.

## Filmografía

### Dramas
- Chiritotechin - Kiyomi Wada
- Taiyō no Uta - Misaki Matsumae
- Aru Ai no Uta - Shiami Shirai
- Hana Yori Dango - Sakurako Sanjo
- H2 - Satomi Nakata
- Medaka

### Películas
- L: Change the WorLd - Misawa Hatsune
- Exte - Yuki Morita